# Torreoncitos
Torreoncitos är en ort i Mexiko.   Den ligger i kommunen Jiménez och delstaten Chihuahua, i den centrala delen av landet, 1 100 km nordväst om huvudstaden Mexico City. Torreoncitos ligger 1 327 meter över havet och antalet invånare är 444.
Terrängen runt Torreoncitos är platt åt sydväst, men åt nordost är den kuperad. Runt Torreoncitos är det mycket glesbefolkat, med 3 invånare per kvadratkilometer. Torreoncitos är det största samhället i trakten. Omgivningarna runt Torreoncitos är i huvudsak ett öppet busklandskap.